# Millereffekt
Als Millereffekt wird die effektive Vergrößerung der parasitären Kapazität zwischen Ausgang und invertierendem Eingang eines Spannungsverstärkers bezeichnet. Dieser Effekt ist meist störend, kann aber auch zum Erzeugen größerer effektiver Kapazitätswerte vorteilhaft verwendet werden.
Der Effekt ist nach John Milton Miller benannt, der ihn 1919 entdeckt hat. Eine Verallgemeinerung des Millereffekts ist das Millertheorem.

## Beschreibung

Verstärker mit Kapazität zwischen Eingang und Ausgang

Ersatzschaltbild mit der auf den Eingang effektiv wirksamen Kapazität

Im oberen Bild ist ein Verstärker mit der Spannungsverstärkung A = Ua/Ue dargestellt, wobei sich zwischen Eingang und Ausgang eine Millerkapazität Cm befindet. Diese Kapazität wirkt am Eingang des Verstärkers mit der Größe Ce, die von der Verstärkung A abhängt und durch
folgenden Ausdruck gegeben ist
{\displaystyle C_{e}=C_{m}(1-A)\,}
Für einen invertierenden Verstärker ist die Verstärkung negativ, sodass es zu einer Vergrößerung der Kapazität kommt. Es gilt nun, da A < 0:
{\displaystyle C_{e}=C_{m}(1+|A|)\,}
und die Millerkapazität erscheint um den Faktor (1+|A|) vergrößert am Eingang.
Für eine beliebige Verstärkung A kann man die Millerkapazität durch die entsprechende Kapazität am Eingang des Verstärkers ersetzen, wodurch die Wirkung der Kapazität zwischen den Eingangsklemmen verdeutlicht wird. Dies ist im unteren Bild dargestellt.

## Millereffekt in Transistorschaltungen

Emitterschaltung mit Millerkapazität

Um einen Spannungsverstärker mit Transistoren zu realisieren, verwendet man die Emitterschaltung (Beziehungsweise die dazu analoge Sourceschaltung bei Feldeffekttransistoren), welche invertierend arbeitet. Zwischen den Anschlüssen der Transistoren existieren immer parasitäre Kapazitäten, wie beispielsweise die Kollektor-Basis-Kapazität CCB beim Bipolartransistor oder die Gate-Drain-Kapazität beim MOSFET, sodass auch hier der Millereffekt auftritt.
Im Bild rechts ist eine Emitterschaltung dargestellt, wobei eine Millerkapazität Cm explizit eingezeichnet wurde. Diese Kapazität steht stellvertretend für die bereits vorhandene parasitäre Kapazität des Transistors. Diese Kapazität erscheint aufgrund des Millereffekts um den Betrag der Verstärkung größer am Eingang. 
Die wirksame Kapazität am Eingang des Verstärkers Cin  ist somit durch folgenden Ausdruck gegeben
{\displaystyle C_{\text{in}}=C_{\text{m}}\cdot (1-A)=C_{\text{m}}\cdot (1+|A|),\quad A<0}
wobei Cm in diesem Fall die Kollektor-Basis-Kapazität darstellt und A die negative Verstärkung der Emitterschaltung ist.
Dieser Effekt ist meist unerwünscht, da er den Einsatz der Emitter- bzw. Sourceschaltung auf niedrige bis mittlere Frequenzen begrenzt. Bei Operationsverstärkern wird dieser Effekt hingegen zur einfachen Frequenzkompensation ausgenutzt. Bei Leistungs-MOSFETs (Power-MOSFETs) und in Ringoszillatoren verlängert der Effekt die Schaltzeiten beträchtlich, was letztlich zu einer geringen Grenzfrequenz führt.
Eine Kaskodenschaltung ist ein wirksames Mittel, den Millereffekt zu unterdrücken, da die Kaskode die Rückwirkung des Verstärkerausgangs auf den Eingang reduziert.
Wird am Verstärker-Ausgang eine Induktivität angeschlossen, können die Millerkapazitäten anstelle einer Gegenkopplung eine Oszillation bewirken. Siehe Millereffekt-Oszillator.